# Carole James
Carole Alison James é uma política do Canadá. Ela é a ex-líder da oposição em British Columbia pelo Novo Partido Democrático (NDP). Ela anunciou sua intenção de renunciar como líder da oposição em 6 de dezembro de 2010 e foi oficialmente substituído pelo líder interino Dawn Black em 20 de janeiro de 2011.

## Início de vida
James nasceu em Dukinfield, Cheshire, na Inglaterra, e cresceu em North Battleford, em Victoria e em British Columbia. Depois de terminar o colegial, James e seu primeiro marido trabalharam em instituições voltados á portadores de deficiência mental em Alberta e British Columbia. Como mãe de Alison e Evan, ela envolveu-se em um grupo de pais de Victoria, o que a levou a ter interesse pela política.
Em 13 de julho de 2006, James anunciou publicamente que tinha sido diagnosticada com câncer uterino. Foi submetida à uma cirurgia e a um tratamento, que surgiram efeito.

## Início da carreira
James foi membro do Conselho Escolar de Greater Victoria entre 1990 a 2001, incluindo sete mandatos como presidente, e ganhou fama em toda a província por ter tido cinco mandatos como presidente da BC School Trustees Association. Ela também atuou em nível nacional como vice-presidente da Associação Canadense de Conselhos Escolares. De 1999 a 2001, James ocupou o cargo de diretor sobre políticas e cuidados infantis do governo da Colúmbia Britânica. Além disso, atuou em vários comissões locais.
Em 2001, James concorreu á deputada por Victoria-Beacon Hill, perdendo por apenas 35 votos de diferença para Jeff Bray. Posteriormente, ela mudou-se para Prince George, na British Columbia onde foi diretora des Serviços de Família, e mais tarde foi coordenadora das famílias indígenas.

## Líder da Oposição
James foi eleita líder do NDP provincial em 23 de novembro de 2003.  Em sua eleição o partido estava em baixa, após a eleição provincial de 2001, que tinha reduzido o NDP a apenas dois assentos na Assembléia Legislativa. Durante a sua campanha para ganhar a liderança do partido, James se comprometeu a modernizar a ideologia do NDP e as estruturas internas e construir uma ampla base de apoio para o partido, movimento que afastou alguns apoiantes tradicionais.
Durante a eleição provincial de 2005, James fez uma campanha voltada em seu nome e sua imagem. . Na noite da eleição James, o NDP e os críticos do partido se surpreenderam com os resultados eleitorais, o partido teve 41,52% dos votos populares (um aumento de 19,96% em relação ao resultado das eleições 2001) e 33 dos 79 assentos na Assembléia Legislativa. James também venceu no seu distrito com 57,01% dos votos, derrotando o titular liberal Jeff Bray. Ela foi reeleita em 2009.

### Renuncia da liderança de líder da minoria
Em 1 de dezembro de 2010, Jenny Kwan, um proeminente membro do partido, divulgou um comunicado à imprensa criticando a liderança de James no Novo Partido Democrático, e chamando o partido para uma convenção imediata. Em resposta à declaração de Kwan, James chamou para uma sessão de emergência para discutir a situação.
Enquanto a sessão estava marcada para 5 de dezembro, foi adiado para que fossem realizados novas reuniões. Em 6 de dezembro, James anunciou que iria renunciar a liderança do partido.
On short notice on December 6, James announced she would resign the party's leadership. Ela continuou na posição, até a entrada de Dawn Black na liderança do partido.